# Uurainen
Uurainen [ˈuːrɑi̯nen] (schwedisch: Urais) ist eine Gemeinde in der Landschaft Mittelfinnland im Westen Finnlands.

## Ortschaften
Zu der Gemeinde gehören die Orte Haukimäenkylä, Höytiä, Jokihaara, Kangashäkki, Kirkonkylä, Kotaperä, Kummunkylä, Kuukkajärvi, Kyynämöinen, Nyrölä, Oikarisperä, Pirttiperä und Uurainen.

## Politik
Wie in den meisten ländlichen Gegenden Finnlands ist in Uurainen die Zentrumspartei die stärkste politische Kraft. Bei den Kommunalwahlen 2008 erhielt sie über ein Drittel der Stimmen. Im Gemeinderat, der höchsten Entscheidungsinstanz bei lokalen Angelegenheiten, stellt sie neun von 21 Abgeordneten. Vier Sitze errangen die Sozialdemokraten, ebenso die rechtspopulistischen Wahren Finnen, die somit in Uurainen überproportional stark sind. Drei Mandate errangen die Christdemokraten,  eines die konservative Nationale Sammlungspartei.
| Partei                    | Wahlergebnis 2008 | Sitze |
| ------------------------- | ----------------- | ----- |
| Zentrumspartei            | 36,8 %            | 9     |
| Sozialdemokraten          | 19,6 %            | 4     |
| Wahre Finnen              | 17,2 %            | 4     |
| Christdemokraten          | 15,9 %            | 3     |
| Nationale Sammlungspartei | 8,1 %             | 1     |

## Wappen
Beschreibung des Wappens: „Im grünen Wappen mit eingebogener goldener Spitze ein sechsspeichiges grünes Rad“.

## Söhne und Töchter
- Mirja Lehtonen (1942–2009), Skilangläuferin